# Aeroport Internacional de Charlotte-Douglas
L'Aeroport Internacional de Charlotte-Douglas (anglès: Charlotte Douglas International Airport) (codi IATA: CLT, codi OACI: KCLT, FAA LID: 
CLT) és un aeroport internacional estatunidenc de la població de Charlotte, a Carolina del Nord.
És un dels 15 aeroports en termes de trànsit de passatgers, i un dels 5 primers en termes d'operacions d'aeronaus. De fet, es troba entre els aeroports més transitats del món per moviment d'aeronaus. L'Aeroport de Charlotte Douglas és un centre de connexions d'American Airlines i també dona servei a les Forces Aèries de la Guàrdia Nacional de Carolina del Nord.
Es va crear l'any 1935 com a Aeroport Municipal de Charlotte (Charlotte Municipal Airport). El 1954 es va crear la terminal de passatgers i va canviar de nom a Aeroport Municipal Douglas (Douglas Municipal Airport) en honor a Ben Elbert Douglas, alcalde de Charlotte als inicis de l'aeroport. El 1982 va tornar a canviar de nom a l'actual: Charlotte Douglas International Airport.